# SVV Scheveningen
Maillots
Dernière mise à jour : 2 juillet 2015.
Le Scheveningse Voetbal Vereniging Scheveningen , connu comme SVV Scheveningen est un club de football néerlandais de Scheveningen (quastier de La Haye, Hollande-Méridionale).
L'équipe première évolue lors de la saison 2015-2016 au championnat de Topklasse, le plus haut niveau du football amateur aux Pays-Bas et le troisième niveau du pays.

## Histoire
SVV Scheveningen a été officiellement créé dans le café Volksbelang dans le Keizerstraat. Lors de la réunion de fondation, il est décidé de mettre en place le 1er juillet 1919, un club de football sous le nom de SVV Scheveningen.
En 1954, le football néerlandais devient professionnel. La KNVB, qui organisait jusqu'à présent le championnat national, concède à autoriser le professionnalisme et fusionne son championnat avec celui de la NBVB. Le SVV décide alors de profiter de cette opportunité pour obtenir le statut professionnel. Pour ce faire, il fusionne avec le club de Holland Sport (nl). Holland Sport est alors lui-même la fusion des clubs éphémères de Rotterdam et de La Haye ayant participé au championnat organisé par la NBVB et qui n'a duré que 4 mois. Ce nouveau club est enregistré à la KNVB sous le nom de « Scheveningen Holland Sport ».
10 ans plus tard, le 24 juillet 1964, il est décidé de séparer le club entre section amateur et professionnelle : le SVV Scheveningen renaît.
La section de football professionnel continue sous le nom de Holland Sport. À partir de 1970, l'équipe commence à joueur dans le complexe de Houtrust.
L'équipe atteint lors de la saison 1990-1991 le plus haut niveau du football néerlandais amateur pour la première fois. En 1996, le club remporte le titre de champion de 1e Klasse (5e division) avec Martin Jol à la tête de l'équipe. En 2012, le club est champion de Hoofdklasse (3e division) après avoir fini à deux reprises sur la seconde marche (1997,1999).

## Palmarès et bilan de saison

### Palmarès
| - 1er Klass (1) - Champion en 1996 - Hoofdklasse (1) - Champion en 2012 - Vice-Champion en 1997 et 1999 |

### Bilan saison par saison
| Saison    | Division                   | Classement |
| --------- | -------------------------- | ---------- |
| 1991-1992 | 1er klasse A (Division 5)  | 7e         |
| 1992-1993 | 1er klasse A (Division 5)  | 11e        |
| 1993-1994 | 1er klasse A (Division 5)  | 7e         |
| 1994-1995 | 1er klasse A (Division 5)  | 7e         |
| 1995-1996 | 1er klasse A (Division 5)  | 1er        |
| 1996-1997 | Hoofdklasse A (Division 4) | 2e         |
| 1997-1998 | Hoofdklasse A (Division 4) | 4e         |
| 1998-1999 | Hoofdklasse A (Division 4) | 2e         |
| 1999-2000 | Hoofdklasse A (Division 4) | 9e         |
| 2000-2001 | Hoofdklasse A (Division 4) | 3e         |
| 2001-2002 | Hoofdklasse A (Division 4) | 4e         |
| 2002-2003 | Hoofdklasse A (Division 4) | 12e        |
| 2003-2004 | Hoofdklasse A (Division 4) | 5e         |
| 2004-2005 | Hoofdklasse B (Division 4) | 8e         |
| 2005-2006 | Hoofdklasse A (Division 4) | 14e        |
| 2008-2009 | Hoofdklasse B (Division 4) | 10e        |
| 2009-2010 | Hoofdklasse A (Division 4) | 10e        |
| 2010-2011 | Hoofdklasse A (Division 4) | 4e         |
| 2011-2012 | Hoofdklasse A (Division 4) | 1er        |
| 2012-2013 | Topklass Zat (Division 3)  | 11e        |
| 2013-2014 | Topklass Zat (Division 3)  | 9e         |
| 2014-2015 | Topklass Zat (Division 3)  | 9e         |
| 2015-2016 | Topklass Zat (Division 3)  | en cours   |